# Mojoagung (Trangkil)
Mojoagung is een bestuurslaag in het regentschap Pati van de provincie Midden-Java, Indonesië. Mojoagung telt 5025 inwoners (volkstelling 2010).